# Макассар (ЮАР)
Макассар (африк. Macassar) — город в Западно-Капской провинции, ЮАР.

## География
Расположен неподалёку от таких городов, как Странд и Сомерсет-Уэст на высоте 4 м над уровнем моря. Географические координаты: 34°04’00"S, 18°46’00"E.
На побережье находится природная охраняемая зона «Макассарские дюны». Выпас скота и использование джипов создают угрозу этой уникальной экосистеме.
Территория Макассара примыкает к соседнему городу Странд, из которого происходили первые его жители. Назван в честь г. Макасар в Индонезии — в ту пору голландской колонии.

## Демография
Население составляет 38136 по переписи 2010 г.
Население — преимущественно цветные, исторически занято в рыбной ловле и изготовлении мелких судов. В отличие от соседнего Митчелс-Плейн (en:Mitchells Plain), это относительно спокойная местность с относительно низким уровнем преступности, что отличает его от множества бедных районов Западной Капской провинции.
Здесь находится одна из мусульманских святынь ЮАР — гробница шейха Юсуфа (en:Sheikh Yusuf, Tuanta Salamaka) из индонезийского султаната Бантам. Шейх, который был изгнан голландцами со своей родины, поселился в Макассаре, в то время как большая часть его последователей, в основном рыбаки, нашли местное море неподходящим и переселились далее, в залив Мостердс близ Странда.